# Gute Nacht, lieber Mond
Gute Nacht, lieber Mond (englischer Originaltitel Goodnight Moon) ist eine Gutenachtgeschichte der US-amerikanischen Kinderbuchautorin Margaret Wise Brown aus dem Jahr 1947. Das Bilderbuch mit den Illustrationen von Clement Hurd gehört in den USA zu den Kinderbuchklassikern. Die deutsche Erstausgabe wurde von Patrick Süskind aus dem Englischen übersetzt und erschien 2016 beim Diogenes Verlag.

## Inhalt
Ein kleiner Hase in blau-weiß-gestreiftem Pyjama in einem großen grünen Schlafzimmer sagt zu allen Dingen, die er von seinem Bett aus sehen kann, Gute Nacht. Von Bild zu Bild – abwechselnd in Farbe und Schwarz-Weiß – wird es dabei in dem Zimmer immer dunkler und gleichzeitig sieht man im Fenster, wie der Mond langsam aufgeht.

## Rezeption
Daniel Hahn schreibt in seiner Buchrezension: „Goodnight Moon ist in den USA zu einem der meist verbreiteten Bilderbücher geworden und hat auch in anderen Ländern eine gewisse Popularität erreicht.“ Neal Hoskins schreibt in 1001 Kinder- und Jugendbücher – Lies uns, bevor Du erwachsen bist!: „Die Illustrationen sind in einem schlichten Farbschema gehalten, der Rhythmus der Reime wirkt beruhigend. Goodnight Moon ist mit seinen anheimelnden Bildern und den klaren Reimen ein ideales erstes Vorlesebuch.“ Leonard S. Marcus schreibt in seiner Biographie über Margaret Wise Brown: „In Goodnight Moon lädt Margaret Wise Brown kleine Kinder dazu ein, selbst zu entscheiden, welche Objekte ihrer Welt ihnen wichtig genug sind, um daran am Ende des Tages ein letztes Mal erinnert zu werden.“
Das Buch fehlte viele Jahre in einer der wichtigsten öffentlichen Bibliotheken der USA: Goodnight Moon missfiel der damals in der New York Public Library sehr einflussreichen Kinderbibliothekarin Anne Carroll Moore dermaßen, dass das Buch von seinem Erscheinungsjahr 1947 bis 1972 dort nicht verfügbar war.

## Besonderheiten
Eine kleine weiße Maus taucht in allen Bildern auf – je dunkler die Bilder gegen Ende der Geschichte werden, umso schwieriger ist sie zu finden. Wie anhand zweier Uhren in dem Schlafzimmer zu sehen ist, beginnt die Geschichte um 7 Uhr abends, schreitet im 10-Minuten-Takt fort und endet 70 Minuten später um exakt 8.10 Uhr.
David Milgrim schrieb unter dem Pseudonym „Ann Droyd“ 2011 die Parodie Goodnight iPad, in der ein an die heutige Zeit angepasstes Bild mit mobilen Geräten, sozialen Netzwerken und pausenlosem Streaming diverser Medien gezeigt wird.

## Referenzen
Gute Nacht, lieber Mond ist in dem literarischen Nachschlagewerk 1001 Kinder- und Jugendbücher – Lies uns, bevor Du erwachsen bist! für die Altersstufe 0–3 Jahre enthalten.

## Ausgaben
- Goodnight Moon. Harper & Row, USA 1947 (englisch, librarything.com).
- Gute Nacht, lieber Mond. Diogenes Verlag, 2016. (deutsche Erstausgabe)

## Verfilmungen
1999 produzierte HBO unter dem Titel Goodnight Moon & Other Sleepytime Tales einen 30-minütigen Animationsfilm, in dem Susan Sarandon (unter anderem) das Bilderbuch vorliest.